# Plumbago aphylla
Plumbago aphylla är en triftväxtart som beskrevs av Wenceslas Bojer och Pierre Edmond Boissier. Plumbago aphylla ingår i släktet blyblommor, och familjen triftväxter. Inga underarter finns listade i Catalogue of Life.

## Bildgalleri

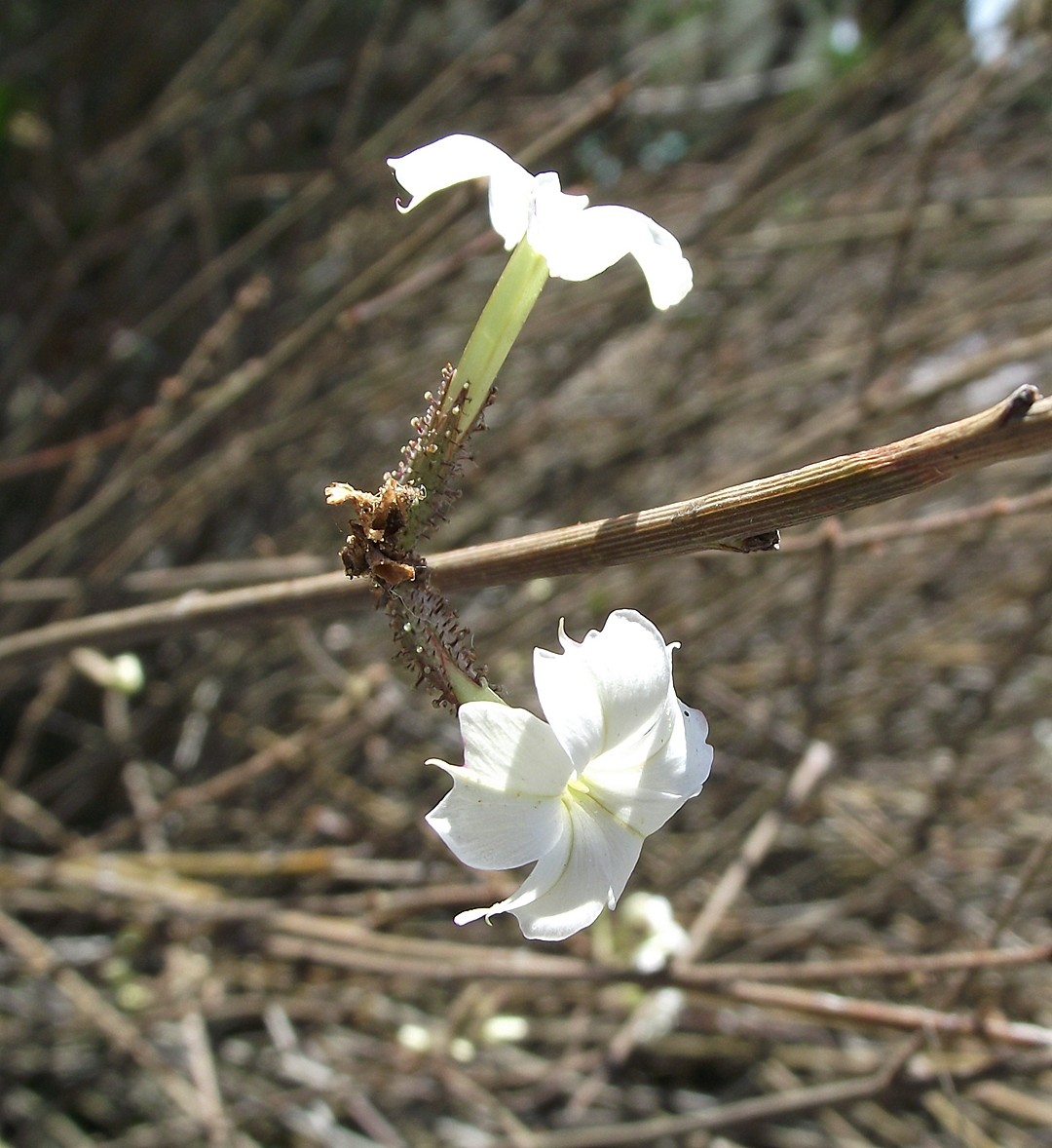